# Jan Klimecki
Jan Klimecki (ur. 24 grudnia 1914 w Poznaniu, zm. 2 listopada 1998 w Poznaniu) – polski bokser.

## Kariera sportowa
Z pięściarstwem zapoznał się w 1935 roku w klubie HCP Poznań. W okresie międzywojennym startował w kategoriach półciężkiej i ciężkiej, zdobywając w tej ostatniej wadze brązowy medal w 1937 i wicemistrzostwo kraju w 1939 roku. Po pięcioletniej przerwie spowodowanej wybuchem wojny, wznowił swoją karierę w klubie Warta Poznań. W jej barwach wywalczył mistrzostwo Polski w 1947 i tytuły wicemistrza kraju w 1946 i 1948 w najcięższej kategorii.
Uczestniczył w mistrzostwach Europy w Dublinie 1947, przegrywając walkę w ćwierćfinale wagi ciężkiej. W reprezentacji Polski wystąpił 15 razy, odnosząc 4 zwycięstwa i ponosząc 11 porażek w latach 1937 - 1949.
Karierę sportową kończył w barwach klubu Gwardia Wrocław, zdobywając swój drugi tytuł mistrza Polski kategorii ciężkiej w 1949 roku.
Został pochowany na cmentarzu parafialnym w Minikowie (kw.1, rz.5, m.6).